# Gresham, Wisconsin
Gresham là một làng thuộc quận Shawano, tiểu bang Wisconsin, Hoa Kỳ. Năm 2006, dân số của làng này là 575 người.